# 난민의 지위에 관한 협약

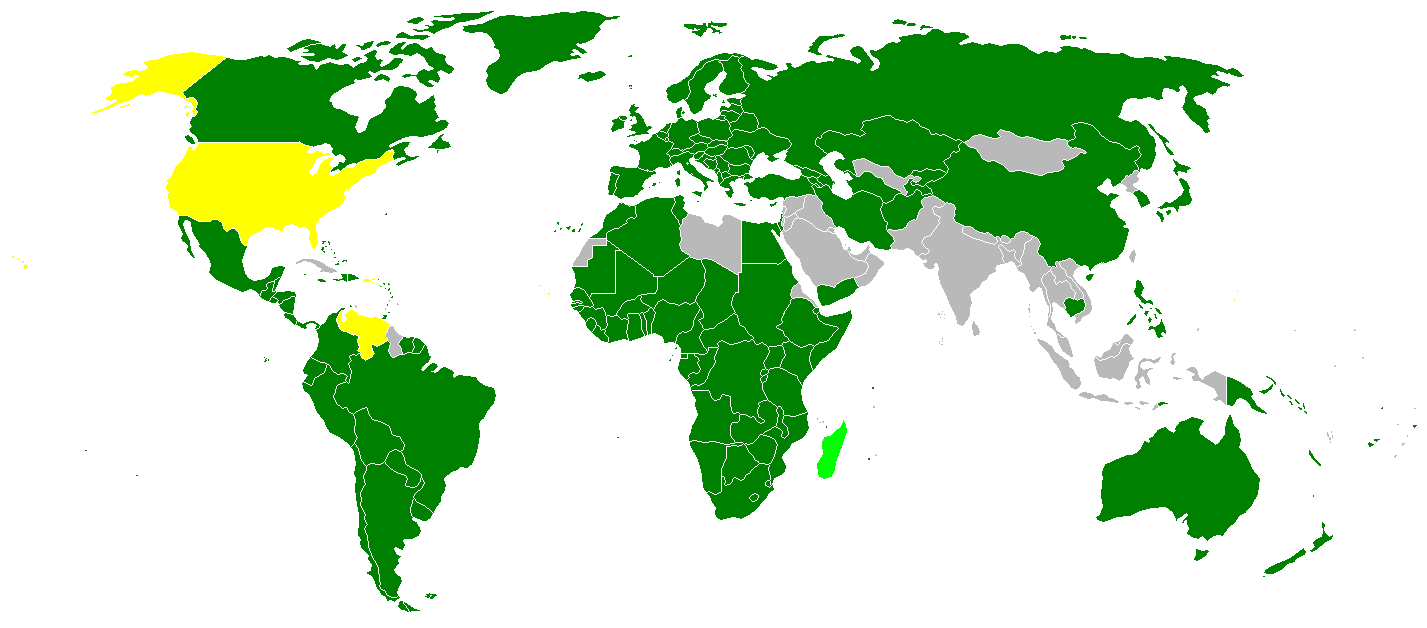

난민의 지위에 관한 협약(Convention Relating to the Status of Refugees)은 국제사회에 널리 적용되고 있는 난민에 대한 다자 조약이다. 1951년 7월 제네바에서 채택되었다. 보통 난민협약이라고 부른다.
난민협약에서는 조약이 적용되는 시간적 범위가 제한되어 있었다. 이러한 시간적 제한은 1967년에 채택된 난민의 지위에 관한 의정서(Protocol Relating to the Status of Refugees) 보통 난민의정서에서 보완되었다.

## 한국의 난민협약 가입
한국은 1992년 11월 11일 국회가 비준에 동의하여 1992년 12월 3일 유엔 사무총장에게 가입서를 기탁하였으며, 1993년 3월 3일에 조약 제1166호로 국내적으로 시행하였다.
한국은 난민협약 가입시 다음을 유보하였다:
- 대한민국은 체약국의 영역에서 3년 거주요건을 충족한 난민에 입법상의 상호주의를 면제한다고 규정한 제7조에 기속되지 아니함을 이 협약 제42조에 따라 선언한다.

유보는 이후에 출입국관리법 개정으로 폐지되었다
한국은 난민협약 가입시 다음을 선언하였다:
- 대한민국은 제1조 A에 규정된 "1951년 1월 1일 이전에 발생한 사건"이라는 용어가 "1951년 1월 1일 이전에 유럽 또는 기타 지역에서 발생한 사건"을 의미하는 것으로 해석된다는 것을 이 협약 제1조 B에 따라 선언한다.

## 같이 보기
- 난민
- 난민 법